# Dichtschließende Tür
Die Anforderungen an dichtschließende Türen sind im Gegensatz zu Rauchschutztüren nicht normiert.
Dichtschließende Türen werden ebenso wie rauchdichte Türen in den bauaufsichtlichen Bestimmungen, insbesondere in den Bauordnungen der Länder, an verschiedenen Stellen als Maßnahme des vorbeugenden Brandschutzes gefordert (siehe z. B. § 35 (6) der Musterbauordnung).
In den Verwaltungsvorschriften zu den Landesbauordnungen wird teilweise angegeben: „Als dichtschließend gelten Türen mit stumpf einschlagendem oder gefälztem Türblatt und einer mindestens dreiseitig umlaufenden Dichtung. Verglasungen in diesen Türen sind zulässig.“
Im Gegensatz zu  rauchdichten Türen müssen dichtschließende Türen also nicht mit einer Abdichtung des Bodenspaltes ausgestattet werden.
Auch müssen dichtschließende Türen nur dann selbstschließend ausgeführt werden, wenn dies zusätzlich gefordert wird.
Aufgrund des offenen Bodenspalts kann Rauch durch die Tür dringen, wenn eine Druckdifferenz zu beiden Seiten der geschlossenen Türe vorliegt, wenn sich der Rauch bereits abgekühlt hat und auf den Bereich des Bodenspalts abgesunken ist oder wenn der Rauch den gesamten Luftraum ausfüllt (etwa in den oberen Geschossen eines Treppenhauses).
In der Praxis wurde festgestellt, dass dichtschließende Türen bei 50 Pa Druckdifferenz Leckraten von 200 bis 400 m³/h aufweisen.
Die bayerische Landesbauordnung fordert, dass Türen in Treppenräumen notwendiger Treppen zusätzlich „vollwandig“ sein müssen, was Türblätter aus Waben- und Röhrenspanplatten sowie verglaste Türen ausschließen soll.
Die Verwaltungsvorschrift zur nordrhein-westfälische Landesbauordnung erwähnt ebenfalls "vollwandig" als Merkmal dichtschließender Türen. Im Gegensatz zur bayerischen Begriffsdefinition ist hiermit jedoch lediglich gemeint, dass die Türblätter keine weiteren Öffnungen aufweisen sollen.